# Convocazioni all'AVC Challenge Cup femminile 2024
Elenco delle giocatrici convocate per l'AVC Challenge Cup 2024.

## Australia
| N° | Nome             | Ruolo | Data di nascita   | Squadra            |
| -- | ---------------- | ----- | ----------------- | ------------------ |
| -  | Russell Borgeaud | All   | -                 | -                  |
| 3  | Mikaela Stevens  | P     | 11 luglio 1998    | NSW                |
| 4  | Caitlin Tipping  | O     | 16 novembre 2000  | Linköpings         |
| 7  | Alexia Zammit    | P     | 6 novembre 2004   | WA                 |
| 8  | Allysha Sims     | P     | 16 agosto 2002    | -                  |
| 9  | Sarah Burton     | O     | 20 dicembre 2002  | -                  |
| 11 | Cassandra Dodd   | C     | 12 marzo 2004     | -                  |
| 12 | Lauren Cox       | C     | 23 agosto 2004    | Orléans            |
| 14 | Caitlin Whincup  | S     | 21 gennaio 2005   | WA                 |
| 19 | Kasey Hogan      | S     | 5 giugno 2003     | UN Reno            |
| 20 | Cameron Zajer    | S     | 27 febbraio 2006  | Adelaide Storm     |
| 21 | Emma Burton      | L     | 15 settembre 1997 | Queensland Pirates |
| 23 | Ella Schabort    | S     | 25 maggio 2005    | Binghamton         |
| 25 | Kara Inskip      | C     | 29 dicembre 2000  | LiigaPloki         |
| 26 | Elysse Hislop    | C     | 14 febbraio 1999  | WA                 |

## Filippine
| N° | Nome            | Ruolo | Data di nascita  | Squadra        |
| -- | --------------- | ----- | ---------------- | -------------- |
| -  | Jorge de Brito  | All   | 13 ottobre 1966  | Akari Chargers |
| 1  | Faith Nisperos  | S     | 2 gennaio 2000   | Akari Chargers |
| 2  | Mereophe Sharma | C     | 27 aprile 2001   | Akari Chargers |
| 3  | Vanessa Gandler | S     | 5 dicembre 2000  | Cignal HD      |
| 5  | Dawn Macandili  | L     | 1º giugno 1996   | Cignal HD      |
| 6  | Julia Coronel   | P     | 5 ottobre 2001   | Lady Spikers   |
| 8  | Ejiya Laure     | S     | 21 marzo 1999    | Chery          |
| 9  | Jennifer Nierva | L     | 8 novembre 1999  | Chery          |
| 11 | Julia Morado    | P     | 10 maggio 1995   | Denso Airybees |
| 12 | Angel Canino    | S     | 23 giugno 2003   | Lady Spikers   |
| 13 | Dell Palomata   | C     | 1º novembre 1995 | PLDT           |
| 16 | Ara Panique     | S     | 8 gennaio 2004   | Lady Bulldogs  |
| 17 | Thea Gagate     | C     | 26 luglio 2000   | Lady Spikers   |
| 18 | Cherry Rondina  | S     | 4 settembre 1996 | Flying Titans  |
| 22 | Cherry Nunag    | C     | 22 ottobre 1992  | Flying Titans  |

## Hong Kong
| N° | Nome           | Ruolo | Data di nascita | Squadra    |
| -- | -------------- | ----- | --------------- | ---------- |
| -  | Chuen Kwok-kin | All   | -               | -          |
| 1  | Cheung Niu-nok | L     | 24 gennaio 2001 | Kwai Tsing |
| 3  | Fung Tsz-yan   | P     | 13 luglio 1994  | Hip Hing   |
| 4  | Yick Wing-sum  | S     | 7 ottobre 2000  | Hip Hing   |
| 8  | Chim Wing-lam  | S     | 8 novembre 1997 | Hip Hing   |
| 9  | Lo Mei-kei     | C     | 19 giugno 1997  | Victory    |
| 11 | Pang Wing-nam  | L     | 2 novembre 1997 | Hip Hing   |
| 12 | Pang Wing-lam  | S     | 9 giugno 1998   | Hip Hing   |
| 14 | Shum Lam       | O     | 7 luglio 2000   | Kwai Tsing |
| 15 | Yu Ying-chi    | S     | 7 agosto 1992   | Kwai Tsing |
| 17 | Fong Ka-yi     | C     | 27 luglio 2002  | -          |
| 19 | Kong Tsz-yan   | P     | 27 aprile 2004  | -          |
| 21 | Leung Nga-yee  | C     | 12 maggio 1993  | -          |
| 30 | Yim Wing-ni    | C     | 30 luglio 2000  | -          |
| 77 | Chow Wing-tung | P     | 27 giugno 2000  | Victory    |

## India
| N° | Nome                         | Ruolo | Data di nascita   | Squadra |
| -- | ---------------------------- | ----- | ----------------- | ------- |
| -  | Jai Narain                   | All   | -                 | -       |
| 1  | Pooja Prasad Narendra        | S     | 29 gennaio 1997   | -       |
| 2  | Aswathi Raveendran           | L     | 25 giugno 1997    | -       |
| 4  | Shaalini Saravanan           | S     | 19 luglio 2000    | -       |
| 5  | Shilpa Rajendran Nair Sindhu | C     | 26 febbraio 2002  | -       |
| 6  | Soorya Soorya                | C     | 16 dicembre 1998  | -       |
| 7  | Jini Kovat Shaji             | P     | 10 settembre 1996 | -       |
| 8  | Aswani Kandoth               | C     | 17 giugno 1996    | -       |
| 9  | Roli Pathak                  | O     | 20 giugno 2002    | -       |
| 10 | Kavita Kavita                | S     | 15 gennaio 2006   | -       |
| 11 | Radhakrishnan Anagha         | O     | 10 luglio 2002    | -       |
| 13 | Anushree Kambrath Poyili     | S     | 10 agosto 1997    | -       |
| 14 | Purna Dipakbhai Shukla       | C     | 9 agosto 2002     | -       |
| 17 | Shaw Juhi                    | P     | 26 agosto 1995    | -       |
| 18 | Ananya Das                   | L     | 14 ottobre 2000   | -       |

## Indonesia
| N° | Nome                   | Ruolo | Data di nascita   | Squadra               |
| -- | ---------------------- | ----- | ----------------- | --------------------- |
| -  | Pedro Lilipaly         | All   | -                 | Gresik Petrokimia     |
| 2  | Maradanti Tegariana    | C     | 1º maggio 2006    | Jakarta Pertamina     |
| 4  | Bela Agustina          | O     | 6 agosto 2002     | Gresik Petrokimia     |
| 5  | Chelsa Nurtomo         | C     | 24 giugno 2007    | Jakarta Pertamina     |
| 6  | Geofanny Cahyaningtyas | C     | 7 maggio 2005     | Gresik Petrokimia     |
| 9  | Azzahra Febyane        | S     | 1º febbraio 2007  | Bharata Muda          |
| 10 | Latifah Az-Zahra       | P     | 28 settembre 2004 | Jakarta Pertamina     |
| 16 | Nita Sesanti           | S     | 20 luglio 2005    | Jakarta Livin Mandiri |
| 18 | Putri Agustin          | S     | 17 agosto 2004    | Gresik Petrokimia     |
| 20 | Junaida Santi          | S     | 9 maggio 2007     | Jakarta Pertamina     |
| 22 | Alridhania Risqamara   | P     | 12 gennaio 2003   | Gresik Petrokimia     |
| 24 | Dya Nur Fitria         | L     | 15 luglio 2003    | Bandung BJB           |

## Iran
| N° | Nome                         | Ruolo | Data di nascita  | Squadra  |
| -- | ---------------------------- | ----- | ---------------- | -------- |
| -  | Padideh Boloorizadeh         | All   | 30 dicembre 1974 | -        |
| 1  | Aymak Salamatgharamaleki     | O     | 31 dicembre 2000 | Saipa    |
| 2  | Dorsa Fallah Kordkheili      | P     | 12 giugno 2007   | -        |
| 3  | Hedieh Taleifarkhondeh       | S     | 1º aprile 2006   | -        |
| 5  | Mohadeseh Moshtaghi Khouzani | L     | 20 aprile 1999   | -        |
| 7  | Shaghayegh Hassan Khani      | S     | 1º gennaio 2006  | Zob Ahan |
| 9  | Reyhane Karimi               | C     | 1º giugno 2002   | -        |
| 10 | Zahra Karimi                 | C     | 15 febbraio 2002 | Saipa    |
| 12 | Negar Hashemi Seyedeh        | L     | 3 maggio 2007    | -        |
| 13 | Reyhaneh Fazeli              | C     | 14 febbraio 2005 | -        |
| 15 | Fatemeh Khalili Chermahini   | S     | 22 maggio 2002   | Saipa    |
| 16 | Mobina Ghafarian Anbarani    | C     | 28 dicembre 2005 | -        |
| 18 | Elaheh Poorsaleh             | S     | 26 aprile 2003   | Zob Ahan |
| 20 | Diana Rashidi Mehrabadi      | P     | 1º gennaio 2006  | Paykan   |
| 22 | Sepinood Dastbarjan          | O     | 5 maggio 2005    | -        |

## Kazakistan
| N° | Nome                 | Ruolo | Data di nascita   | Squadra         |
| -- | -------------------- | ----- | ----------------- | --------------- |
| -  | Rishat Gilyazutdinov | All   | 31 ottobre 1972   | Berel           |
| 1  | Perizat Nurbergenova | S     | 29 marzo 2004     | Žetysu          |
| 2  | Sana Jarlagassova    | S     | 21 luglio 1989    | Turan Türkistan |
| 4  | Zhanna Syroyeshkina  | S     | 4 giugno 1999     | Turan Türkistan |
| 6  | Nailya Nigmatulina   | P     | 13 novembre 1996  | Karaganda       |
| 7  | Yuliya Yakimova      | C     | 21 aprile 2003    | Žetysu          |
| 9  | Valeriya Chumak      | C     | 20 settembre 1994 | Žetysu          |
| 13 | Kristina Belova      | O     | 29 novembre 1998  | Corona Brașov   |
| 14 | Svetlana Nikolayeva  | S     | 21 settembre 1990 | Berel           |
| 16 | Tatyana Nikitina     | O     | 15 gennaio 2001   | Žetysu          |
| 17 | Margarita Belchenko  | S     | 21 marzo 1999     | Qýanysh         |
| 18 | Kristina Anikonova   | C     | 5 gennaio 1991    | Berel           |
| 21 | Tomiris Sagimbayeva  | L     | 1º agosto 2001    | Berel           |
| 22 | Sabira Bekisheva     | L     | 21 febbraio 1998  | Qýanysh         |
| 99 | Irina Lukomskaya     | P     | 19 marzo 1991     | Almatı          |

## Singapore
| N° | Nome                   | Ruolo | Data di nascita   | Squadra   |
| -- | ---------------------- | ----- | ----------------- | --------- |
| -  | Suntorn Phoseeta       | All   | -                 | -         |
| 2  | Nadja Kim Schmidt      | P     | 22 aprile 2005    | -         |
| 4  | Tzak Hshin Natalie Lai | S     | 24 settembre 2004 | -         |
| 7  | Yao Yi Chan            | P     | 29 novembre 2000  | -         |
| 8  | Adeline Shu Qi Sim     | L     | 17 giugno 2002    | -         |
| 10 | Wen Qi Fu              | S     | 30 ottobre 2006   | -         |
| 11 | Kai Wen Karen Yeo      | O     | 13 ottobre 2003   | -         |
| 12 | Yue Ting Rachel Lau    | S     | 9 agosto 1995     | -         |
| 13 | Jolyn Xin Yi Chua      | S     | 13 gennaio 2004   | -         |
| 14 | Yi Yin Ethel Siow      | S     | 22 settembre 2003 | Hobby Ace |
| 15 | Annika Rylie Tan       | P     | 2 aprile 2009     | -         |
| 16 | Sher Ning Felicia Tan  | L     | 16 agosto 1999    | -         |
| 19 | Yun Jie Gan            | O     | 7 aprile 1999     | -         |
| 20 | Xin Rui Jolis Aw       | C     | 11 marzo 2005     | -         |
| 21 | Sofi Arini Binte Azni  | C     | 14 luglio 2005    | -         |

## Taipei cinese
| N° | Nome            | Ruolo | Data di nascita   | Squadra           |
| -- | --------------- | ----- | ----------------- | ----------------- |
| -  | Chen Yu-an      | All   | -                 | -                 |
| 1  | Tsai Chia-jung  | C     | 26 novembre 2005  | -                 |
| 3  | Hsu Fang-min    | O     | 29 settembre 2005 | -                 |
| 4  | Lin Cai-zhen    | C     | 9 marzo 2007      | Caesar Park Hotel |
| 5  | Lin Liang-tai   | S     | 9 gennaio 2005    | -                 |
| 6  | Weng Tzu-yun    | C     | 8 giugno 2005     | -                 |
| 7  | Lin You-si      | L     | 8 novembre 2006   | -                 |
| 9  | Chiang Yun-ting | L     | 8 maggio 2005     | Caesar Park Hotel |
| 10 | Huang Chun-jia  | O     | 15 novembre 2005  | -                 |
| 12 | Kung Yi-jia     | C     | 21 novembre 2006  | -                 |
| 13 | Pao Yin-chi     | C     | 16 luglio 2006    | -                 |
| 14 | Hsu Heng-yun    | S     | 29 novembre 2005  | -                 |
| 16 | Chang Chia-chi  | S     | 20 settembre 2006 | -                 |
| 17 | Su Yu-jie       | P     | 26 febbraio 2006  | -                 |
| 18 | Jiang Chen-yi   | P     | 4 aprile 2006     | Caesar Park Hotel |

## Vietnam
| N° | Nome                  | Ruolo | Data di nascita   | Squadra          |
| -- | --------------------- | ----- | ----------------- | ---------------- |
| -  | Nguyễn Tuấn Kiệt      | All   | 1º gennaio 1976   | Vietinbank       |
| 1  | Nguyễn Thị Trà My     | O     | 7 luglio 2004     | VTV Long An      |
| 3  | Trần Thị Thanh Thúy   | S     | 12 novembre 1997  | PFU BlueCats     |
| 6  | Lê Thị Yến            | L     | 15 settembre 1997 | Đức Giang        |
| 8  | Lê Thanh Thúy         | C     | 23 maggio 1995    | Vietnam          |
| 10 | Nguyễn Thị Bích Tuyền | O     | 22 maggio 2000    | Ninh Bình        |
| 11 | Hoàng Thị Kiều Trinh  | O     | 11 febbraio 2001  | Supreme Chonburi |
| 12 | Nguyễn Khánh Đang     | L     | 3 ottobre 2000    | Sport Center 1   |
| 14 | Võ Thị Kim Thoa       | P     | 18 marzo 1998     | Sport Center 1   |
| 15 | Nguyễn Thị Trinh      | C     | 9 maggio 1997     | Sport Center 1   |
| 16 | Vi Thị Như Quỳnh      | S     | 16 aprile 2002    | Thông Tin        |
| 18 | Phạm Thị Hiền         | C     | 8 ottobre 1999    | Vietnam          |
| 19 | Đoàn Thị Lâm Oanh     | P     | 6 luglio 1998     | Supreme Chonburi |
| 20 | Trần Tú Linh          | S     | 7 ottobre 1999    | Sport Center 1   |
| 23 | Đinh Thị Trà Giang    | C     | 26 giugno 1992    | Vietinbank       |